# Anse-Samson
 Anse-Samson est une communauté acadienne sur l'Isle Madame au Cap-Breton (Nouvelle-Écosse).